# Arhopala critala
Arhopala critala är en fjärilsart som beskrevs av Felder 1860. Arhopala critala ingår i släktet Arhopala och familjen juvelvingar. Inga underarter finns listade i Catalogue of Life.

## Bildgalleri

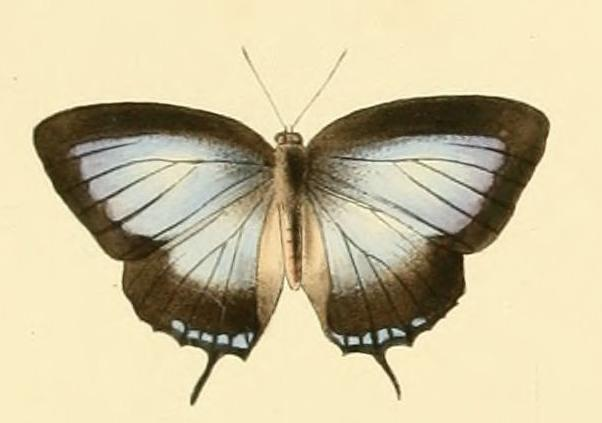
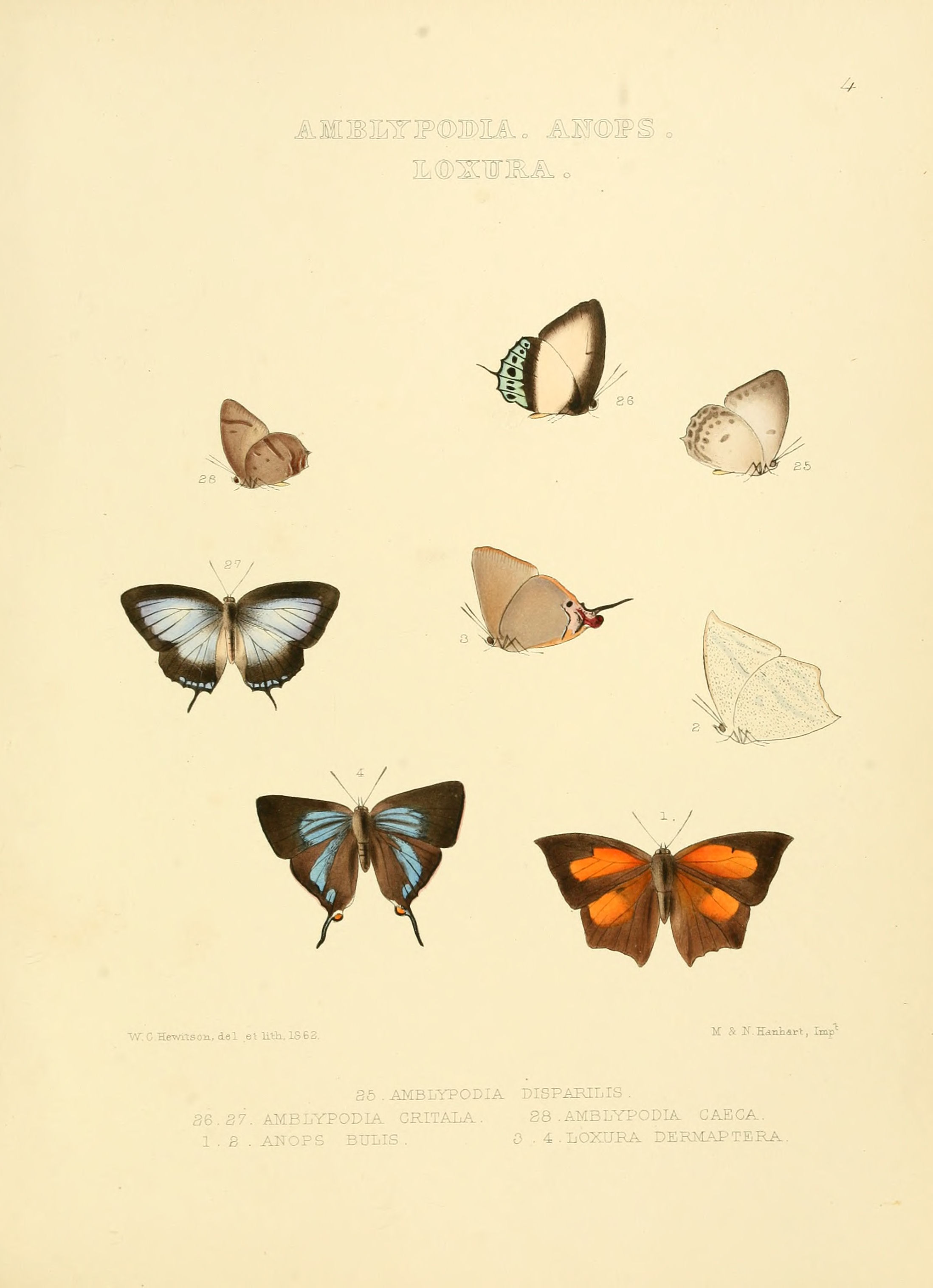